# Fletcher Markle
Fletcher Markle (Winnipeg, 27 marzo 1921 – 23 maggio 1991) è stato un regista e produttore cinematografico statunitense, di origini canadesi.

## Biografia
Fletcher Markle esordì alla radio come produttore, direttore e talvolta attore nella serie radiofonica Studio One, passata poi alla televisione e prodotta dalla CBS. Quando la serie arrivò al piccolo schermo ne conservò la direzione, esordendo l'anno dopo anche al cinema con Jigsaw (1949), un dramma poliziesco. Rimase tuttavia per lo più fedele alla televisione, dirigendo vari show ed alcuni episodi del telefilm Il padre della sposa. Negli stessi anni fu anche produttore, spesso degli stessi lavori di cui fu regista, show e serie televisive comprese. La sua attività continuò fino all'inizio degli anni '70 quando si ritirò dalle scene e morì nel 1991 per un problema cardiaco.

## Filmografia parziale come regista
- Jigsaw (1949)
- La casa del corvo (Man with a Cloak) (1951)
- Solitudine (Night Into Morning) (1951)
- L'incredibile avventura (The Incredible Journey) (1963)